# しょこたん☆かばー×2 〜アニソンに愛を込めて!!〜
『しょこたん☆かばー×2 〜アニソンに愛を込めて!!〜（しょこたんかばーかばー アニソンにあいをこめて）』は、"しょこたん"こと中川翔子のカヴァー企画第2弾作品であり、中川本人とファンによって選ばれたアニメソング5曲をカバーしたコンピレーション・ミニアルバム。
2007年9月19日にリリースした。
発売元はソニー・ミュージックレコーズ、販売元はソニー・ミュージックディストリビューション（SRCL-6636/7、SRCL-6638）。

## 作品概要
中川自身が後世に残したいと思う楽曲をカバーするというコンセプトで始まった企画「しょこたん☆かばー」のアニメテーマソング編の第2弾である。前作では80年代から90年代前半にかけてのアニメソングが中心であったが、今作では90年代後半のアニメソングを中心にジャンルは幅広くなっている。また、前作はエンディングテーマが中心であったが、今作ではオープニングテーマが中心となっている。ジャケットでは、『るろうに剣心』の世界観をイメージにした登場キャラクター巻町操のコスプレをしている。前作同様、"CD+DVD"と"CDのみ"の2パターンでのリリースだが、収録内容が同じでもジャケットが微妙に異なる初回プレス盤があるため、見方にもよるが実質4パターンでのリリースとなる。このジャケットの微妙な違いについて、自らが出演する番組内で「どうせ買うなら、店頭で4種類、Amazonで4種類買ってください」と訴えるほど本人は気に入っている。
本作は、オリコントップ10入りこそならなかったものの、Yahoo!JAPANとのタイアップでファンから収録曲の投票を募り、ネット上でプレミアムライブを行ったということもあり、Yahoo!の発売前アンケートでは同週1位のアンジェラ・アキの「TODAY」を大幅に上回り「今週発売の気になるCD」でアルバム作品ぶっちぎりの1位であった。
9月26日、発売記念特番「しょこたん☆かばー×2まつり in SMOJ」を放送した。

## 作品内容
1/2
- 『るろうに剣心 -明治剣客浪漫譚-』第2期オープニングテーマ（1997年）
  - 原曲歌手：川本真琴　作詞・作曲：川本真琴 編曲：齋藤真也 演奏時間 04:57
  - ギター：石井裕　キーボード：齋藤真也
  - ディレクター：菅原拓　レコーディング&ミキシング：西沢栄一
- 自分のお小遣いで最初に買ったCDという思い入れのある曲。そのため、今作のリリース決定ととも収録も最初に決まった。編曲は「空色デイズ」で御馴染みの齋藤真也が担当。
- PVには3曲目のアレンジを担当した加藤大祐などが出演している。
- 正式な歌詞は「耳をぴっとつけて」だが、本アルバムでは「耳をピッとつけて」に変更されている。

輪舞-revolution（1997年）
- 『少女革命ウテナ』オープニングテーマ
  - 原曲歌手：奥井雅美　作詞：奥井雅美 作曲：矢吹俊郎 編曲：nishi-ken 演奏時間 04:31
  - ギター&キーボード：nishi-ken　コーラス：河合夕子&nishi-ken
  - ディレクター：菅原拓　レコーディング&ミキシング：西沢栄一
- アレンジは齋藤真也や加藤大祐の親友でもあるnishi-ken。

Catch You Catch Me（1998年）
- 『カードキャプターさくら』第1期オープニングテーマ
  - 原曲歌手：グミ　作詞・作曲：広瀬香美 編曲：加藤大祐 演奏時間 03:44
  - ギター：加藤大祐　コーラス：日向めぐみ （ちなみにクレジットは「グミ（meg rock）」と表記されている。）
  - ディレクター：菅原拓　レコーディング&ミキシング：西沢栄一
- 憧れの漫画家CLAMP原作による魔法少女系アニメソングという、中川にとっての理想的要素を多く含んだ曲。
- 中川の代表作になっている｢空色デイズ｣ならびに｢happily ever after｣の作詞者であり、同時に友人でもある日向めぐみがコーラスを担当しているが、上記のクレジットにもあるように彼女は原曲歌手「グミ」その人であり、歌唱アドバイスも行っている。編曲は現在、日向と中川のメインアレンジャーである加藤大祐が手掛けている。

テレポーテーション 〜恋の未確認〜（1987年）
- 『エスパー魔美』オープニングテーマ
  - 原曲歌手：橋本潮 作詞：松本一起 作曲：奥慶一 編曲：平田祥一郎 演奏時間 03:22
  - ギター：木下徹　キーボード&コーラス：平田祥一郎
  - ディレクター：平田祥一郎　レコーディング：川本ゴン太
- 「〜アニソンに恋をして。〜」において、早くから候補に挙がっていた曲のひとつ。中川自身も推していたが、収録曲数やジャンル的な都合により、結果的に落選し収録されなかった曲である。

ETERNAL WIND〜ほほえみは光る風の中〜（1991年）
- 『機動戦士ガンダムF91』主題歌・テーマソング
  - 原曲歌手：森口博子 作詞：西脇唯 作曲：西脇唯・緒里原洋子 編曲：平田祥一郎 演奏時間 05:04
  - キーボード&コーラス：平田祥一郎
  - ディレクター：平田祥一郎　レコーディング：Masahiro Shinbo
- バラドルとして一世を風靡した森口の歌手としての代表作でもある。カヴァー曲の中では唯一、劇場版作品の主題歌。
- 編曲は前作「〜アニソンに恋をして。〜」やシングル「空色デイズ」のc/w「みつばちのささやき」を担当した平田祥一郎。

## 収録曲

### 通常盤（CD）
1. 1/2
2. 輪舞 -revolution-
3. Catch You Catch Me
4. テレポーテーション 〜恋の未確認〜
5. ETERNAL WIND 〜ほほえみは光る風の中〜

### 限定盤（CD + DVD）
- Disc-1
  1. 1/2
  2. 輪舞 -revolution-
  3. Catch You Catch Me
  4. テレポーテーション 〜恋の未確認〜
  5. ETERNAL WIND 〜ほほえみは光る風の中〜
- Disc-2
  1. 1/2 -image music video-